# As I Lay Dying
As I Lay Dying — американський метал-гурт з Сан-Дієго, Каліфорнія, який грає в жанрі металкор.

## Історія
Колектив був створений на початку 2001-го в Сан-Дієго екс-гітаристом Society Finest Тімом Ламбезісом. Спочатку As I Lay Dying були тріо, пізніше до складу прийшов гітарист Еван Вайт і барабанщик Джордан Манчино, вже через місяць гурт вирушив до студії Pluto Records для запису дебютного релізу.
Дебютний альбом Beneath The Encasing Of Ashes, який гурт випустив в червні 2001-го, добре продавався, ставши, урешті-решт, найбільш тиражованим серед всіх релізів, випущених на Pluto records.

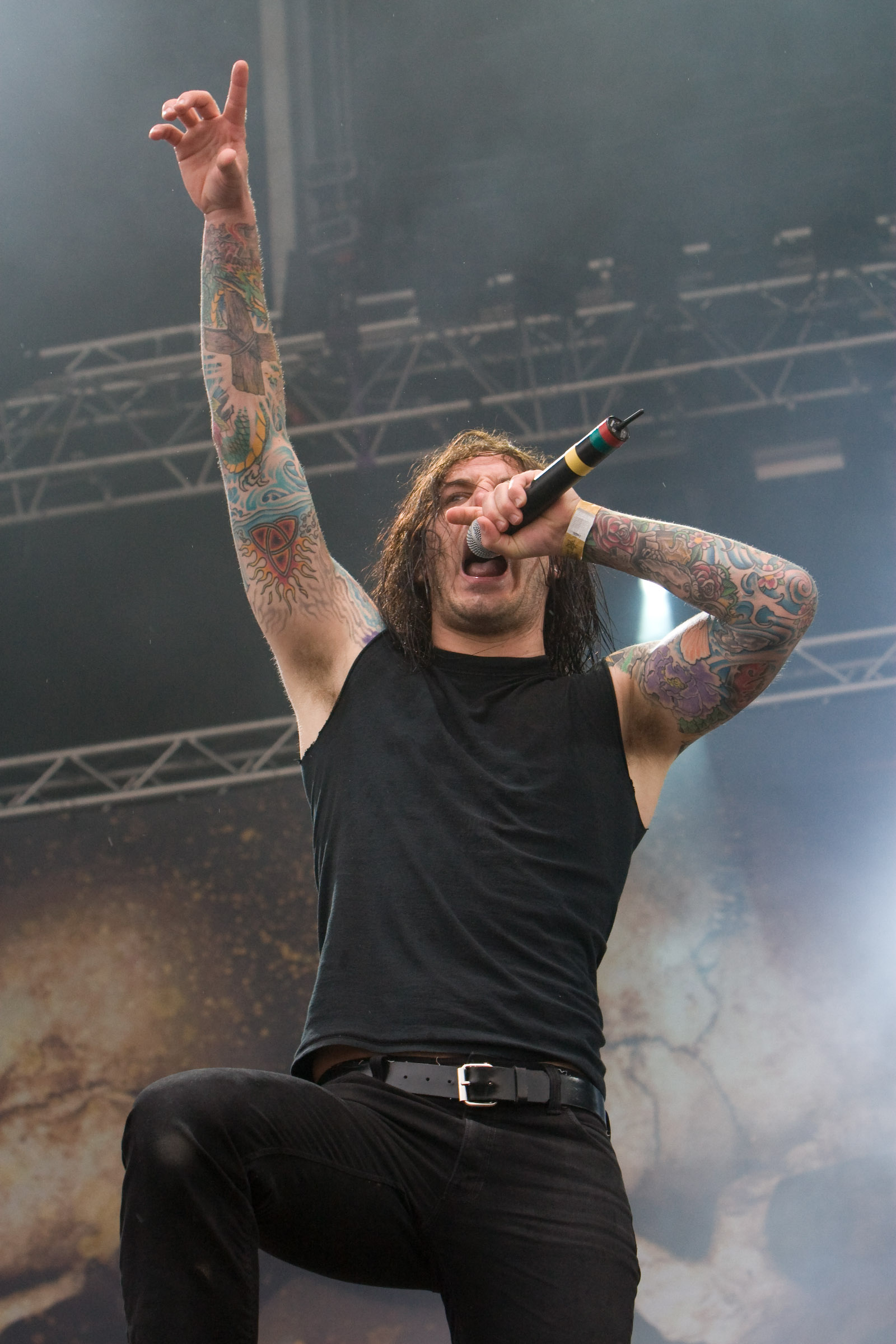
Вокаліст гурту Тім Ламбезі

У серпні 2002-го As I Lay Dying випустили спільний спліт із колективом з міста Сан-Дієго American Tragedy.
У березні 2003-го As I Lay Dying підписали контракт з лейблом Metal Blade, а в липні випустили третій реліз Frail Words Collapse. У той час гурту були запропоновані контракти з низкою вагоміших лейблів, але, вивчивши історію кожного, As I Lay Dying прийшли до висновку, що найкращим вибором буде Metal Blade. Після виходу Frail Words Collapse колектив був помічений усіма. Їх відео на пісні «94 Hours» і «Forever» потрапляють в ротацію на MTV2 і Fuse.
За рік As I Lay Dying відіграли спільні тури з Killswitch Engage, In Flames, Shadows Fall, Lamb Of God, Hatebreed, Everytime I Die, The Black Dahlia Murder, Scarlet, Chimaira, Soilwork, Papa Roach та іншими гуртами.
Взимку 2004-го гурт вирушив як гедлайнери в Німеччину, відігравши по дорозі кілька концертів в Голландії. Це був перший європейський виїзд, а за півроку постійних турів As I Lay Dying вдалося провести вдома лише три тижні.
Після сильної завантаженості і напружених відносин усередині колективу Кріс і Еван покинули склад гурту. На їх місце прийшли гітаристи Філ Сґроссо і Нік Гіпа, а також басист Клінт Норісс. Еван Вайт приєднався до Noise Ratchet, де вже грав колишній басист As I Lay Dying Джон Джеймсон.
У 2005-му вийшов новий альбом — Shadows are Security на лейблі Metal Blade, зайнявши 35-те місце в чарті Біллборда. Першим хітом з нового альбому став «Through Struggle», що отримав широку ротацію. На підтримку нового релізу As I lay dying провели тур по США разом з Norma Jean, Madball і Life Once Lost. As I lay dying виступили в Японії разом з Shadows Fall і Every Time I Die, а влітку їх запросили хедлайнерами на християнський фестиваль Cornerstone 2005. Але головною подією для групи стало офіційне запрошення на Ozzfest 2005, де виступали Megadeth, Iron Maiden, Rob Zombie і безліч інших гуртів, включаючи і самого винуватця торжества Оззі Озборна.
Восени 2005-го гурт вирушив в тур разом з Heaven Shall Burn, Evergreen Terrace, Agents of Man, End of Days і Neaera. Приблизно в цей же час хлопці здобули премію San Diego Music Awards в категорії «Гурт року».
До зими 2005-го As I Lay dying вирушили вдруге до Німеччини, де частина туру пройшла із Slipknot, а пізніше хлопці ділили сцену з Deftones, Thrice, Atreyu, Story of the Year, Dredg та іншими.
У 2006-му гурт запросили на правах хедлайнера брати участь у турі Sound and Underground, який пройшов по США і Канаді. В турі, крім As I Lay Dying, брали участь In Flames, Cannibal Corpse, Trivium, Terror, Gwar, The Black Dahlia Murder, Behemoth, The Chariot і Through the Eyes of the Dead.
Перебравшись на лейбл Sworn Enemy record, хлопці записали альбом An Ocean Between Us, реліз якого відбувся в серпні 2007-го.
11 травня 2010 року відбувається реліз нового альбому The Powerless Rise. В Європі альбом стартував 7 травня на лейблі Metal Blade.
У 2011 році виходить збірка під назвою «Decas». Реліз відбувся 8-го листопада 2011 року.
У січні 2012 року As I Lay Dying знову вирушають до студії, щоб записати свій шостий альбом. Попри постійні записи, у цьому році вони встигають виступити на таких фестивалях, як Rock am Ring, Mayhem Festival, Download Festival та поїхати в 2 тури по Європі.
25 вересня 2012 року відбувається реліз шостого альбому Awakened.
У 2014 році, в зв'язку з ув'язненням Ламбезіса, колектив призупинив свою діяльність на невизначений час. Решта учасників утворили гурт Wovenwar, разом з вокалістом Шейном Блей.
У 2018 році учасники гурту знову об'єднались, і вже 8 червня вийшов сингл «My Own Grave».

### 2019 — 2022: гастролі, альбомShaped by Fireта зміни у складі
У березні 2019 року гурт вирушив у турне за підтримки Phinehas, Currents і Frost Koffin. 12 квітня 2019 року гурт випустив кліп на пісню «Redefined», в якому знявся фронтмен August Burns Red Джейк Лурс. 14 квітня гурт оголосив про турне «Shaped by Fire» по Європі за підтримки Chelsea Grin, Unearth і Fit for a King, яке розпочалося у вересні 2019 року і завершилось у жовтні. 15 липня гурт оголосив дати північноамериканського турне «Shaped by Fire» за безпосередньої підтримки After the Burial і Emmure, яке розпочалось 15 листопада у House of Blues у Лас-Вегасі і завершилось 14 грудня виступом у рідному місті в Soma San Diego. На європейському сайті Nuclear Blast з'явилася інформація про майбутній альбом Shaped by Fire із запланованою датою виходу 20 вересня 2019 року. 9 серпня гурт офіційно оголосив про вихід першого за сім років альбому Shaped by Fire на лейблі Nuclear Blast Records, а також випустив титульний трек альбому. 13 вересня гурт випустив пісню «Blinded» як четвертий сингл альбому разом із супровідним музичним відео.
У березні 2020 року, щоб підтримати свою команду під час пандемії COVID-19, вони випустили додаткову пісню «Destruction or Strength», сторінку Б із сесій альбому Shaped by Fire. У травні 2020 року вийшов кліп на пісню «Torn Between».
15 серпня 2020 року з'явилася інформація про те, що Нік Гіпа міг покинути гурт, оскільки він більше не виступав з гуртом і видалив свої особисті акаунти в соціальних мережах. 31 серпня 2021 року Гіпа офіційно підтвердив свій вихід через рік, зазначивши, що до рішення покинути гурт його спонукала поведінка, яка склалася під час перебування в колективі: «Існує величезна користь, яку можна принести, зосередившись на силі музики. Однак, наскільки я пам'ятаю і недавній досвід, це досягається ціною терпимості до поведінки, яка часом знущається, зневажає та ранить інших людей». Він також пояснив, що сила і аргументація возз'єднання As I Lay Dying зникли на користь поверхневих прагнень, частиною яких він не бажає бути.
24 вересня 2021 року гурт представив новий сингл «Roots Below».
16 травня 2022 року було оголошено, що басист і чистий вокаліст Джош Ґілберт покинув гурт після 15 років роботи. Гурт оголосив, що Раян Нефф з Miss May I гратиме на бас-гітарі у майбутньому турі. Приблизно в той же час було оголошено, що гітарист Unearth Кен Сузі гратиме на гітарі у майбутньому турі гурту замість Гіпи. Пізніше Сузі покинув Unearth і приєднався до гурту As I Lay Dying на правах постійного учасника, про що було оголошено 3 березня 2023 року. 9 червня 2022 року барабанщик Джордан Манчіно оголосив, що не братиме участі у майбутніх гастролях гурту через «низку внутрішніх проблем, які ще не вирішені». Барабанщик Нік Пірс, також колишній учасник Unearth, був оголошений концертним барабанщиком гурту у майбутньому турі. Тиждень потому гурт заявив, що Манчіно «вийшов зі складу гурту», і що продовжувати виступи без нього «було єдиним варіантом», маючи на увазі, що він більше не є учасником гурту.

### Through Storms Ahead, звинувачення у зловживаннях та погіршення стану гурту (2023 – дотепер)

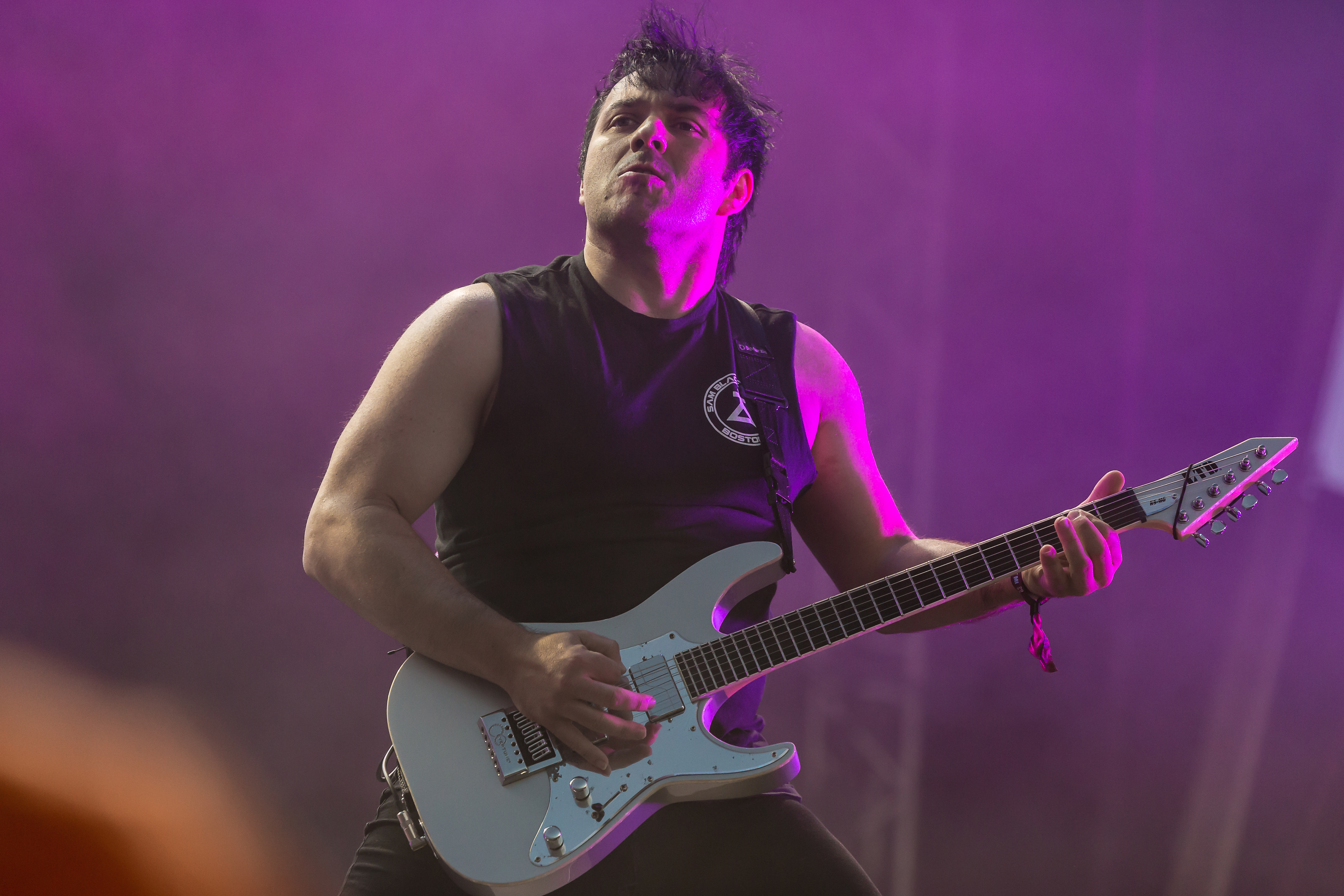
Колишній гітарист Кен Сусі (також раніше граючий на Unearth) на Rockharz Open Air 2023

Після завершення європейського турне влітку 2022 року Тім Ламбезіс оголосив, що гурт планує випустити альбом у 2023 році. 15 червня 2023 року гурт оголосив, що триває зведення альбому.
22 травня 2024 року гурт випустив новий сингл «Burden» разом із супровідним музичним відео. 9 липня 2024 року було випущено другий сингл/музичний кліп «The Cave We Fear to Enter», а 11 вересня 2024 року — «We are the Dead» за участю Алекса Террібелла з гурту Slaughter to Prevail та Тома Барбера з Chelsea Grin. У той самий день, коли відбувся вихід останнього синглу, було оголошено про вихід восьмого альбому гурту Through Storms Ahead, який вийде 15 листопада 2024 року. 10 жовтня 2024 року гурт випустив ще один сингл з альбому під назвою «Whitewashed Tomb».
18 жовтня 2024 року Раян Нефф оголосив про свій відхід з гурту, посилаючись на необхідність покращити свій «особистий та професійний шлях». Всього через шість днів Кен Сусі та Нік Пірс також оголосили про свій відхід з гурту, заявивши, що їхня «особиста мораль була випробувана до межі» та що їм потрібно зберегти «особисте здоров'я та цілісність». Разом із Сусі та Пірсом, менеджер гурту з туру також подав у відставку, фактично скасувавши запланований європейський тур для альбому. 30 жовтня Філ Сґроссо оголосив про свій відхід з гурту, додавши, що гурт «більше не пропонує здорового чи безпечного середовища для будь-кого, хто бере участь», і що він не може «дозволити подальші дії, які можуть негативно вплинути на будь-кого, хто працює в цьому просторі», залишивши Тіма Ламбезіса єдиним учасником гурту, що залишився. В інтерв'ю для подкасту у квітні 2025 року Кен Сусі розповів, що гурт розпався після інциденту, коли Ламбезіс напав на свою дружину на кухні будинку Сусі, і цей інцидент був зафіксований камерою безпеки Сусі. Після того, як Сусі звернув на це увагу Філа Сґроссо та повідомив Сґроссо про майбутній відхід Сусі через інцидент, Сґроссо попросив Ламбезіса піти з гурту, але Ламбезіс відмовився. Оскільки Ламбезіс не хотів залишати гурт, Сґроссо та решта гурту пішли самі.«Ніхто більше не хотів бути його частиною». У подкасті Сусі детальніше розповів: «Їм було байдуже на фінанси. Їм було байдуже ні на що. І саме це й сталося — мені просто не подобається, якби «гурт розпався через проблеми зі зв’язком, і всі пішли за Філом» або, знаєте, Тім буквально підірвав тури, в яких я мала бути, чи не так? З усіма доходами, які я мала на цьому заробити. Мені ніколи не платили роялті за пісні, які я написала або допомагала писати для цього альбому — просто не знущайтеся над своєю дружиною в моєму чортовому будинку та не ставте на карту мою чесність. І хтось мав щось сказати — все, що Тіму насправді потрібно було зробити, це вибратися з в’язниці та просто кричати в мікрофон і бути крутим. І це було важко».
Ламбезіс висловився щодо ситуації 4 листопада 2024 року, заявивши, що він твердо дотримується свого бачення «майбутнього AILD, навіть коли інші вважають, що воно має піти в іншому напрямку», також пояснюючи масовий відхід непорозумінням та «моделлю взаємодії», додавши свою підтримку їхньому рішенню піти. Ламбезіс також заявив, що має намір продовжити As I Lay Dying у більш позитивній та спільній атмосфері. Через тиждень він оголосив про їхню участь у фестивалі Welcome to Rockville, який відбудеться 16 травня 2025 року в Дейтона-Біч, штат Флорида. П'ятий і останній сингл з альбому Through Storms Ahead під назвою «The Void Within» був випущений 13 листопада 2024 року.
27 листопада 2024 року з'явилося відео з камер домашньої безпеки, на якому, ймовірно, видно, як Ламбезіс запекло сперечається зі своєю дружиною, з якою він вже розлучився, і він завдає собі ударів у голову та груди. Ламбезіс швидко відреагував, заявивши, що подає на розлучення та видає заборонний наказ проти своєї дружини, стверджуючи, що вона фізично та емоційно знущалася над ним, і що в результаті цього він також розпочне розслідування домашнього насильства. Чутки про зловживання поширювалися під час жовтневого відходу гурту, але дружина Ламбезіса спростувала їх, пізніше стверджуючи, що саме Ламбезіс чинив над нею фізичне та емоційне насильство. 17 січня 2025 року з'явилися нові кадри, на яких, ймовірно, видно, як Ламбезіс б'є свого собаку. У лютому 2025 року гурт Welcome to Rockville виключив гурт зі свого складу та замінив його на Miss May I.
У квітні 2025 року в Інтернеті почала поширюватися публічна петиція із 70 000 підписів, метою якої є розпочати розслідування влади Каліфорнії щодо ймовірного жорстокого поводження з тваринами з боку Ламбезіса.
20 травня 2025 року Lambesis оголосив про початок європейського туру Shadows Are Security з нагоди 20-річчя альбому, який розпочнеться восени в Росії, хоча склад учасників туру ще не оголошено.

## Арешт Тіма Ламбезіса
07 травня 2013 року в місті Оушенсайд, Каліфорнія фронтмена гурту Тіма Ламбезіса було заарештовано за підозрою у замовленні кілера для вбивства своєї дружини. 20 травня 2013 року Ламбезіса випустили під заставу у 2 млн доларів. Зі слів адвоката Т.Ламбезіса, останнім часом його підопічний став дуже агресивним, він підкреслив, що скоріш за все спалахи агресії спричинені стероїдами, які вживав Ламбезіс, займаючись бодибілдінгом.
У 2014 році Ламбезіс визнав свою провину, і був засуджений до шести років позбавлення волі. 17 грудня 2016 року він покинув в'язницю за рішенням про дострокове звільнення.

## Склад гурту

### Теперішній склад
- Тім Ламбезіс — вокал (2000 — дотепер)

### Колишні учасники
- Еван Вайт — гітарист (2001–2002, 2003)
- Джесан Кребс — гітарист (2003)
- Аарон Кеннеді — бас-гітарист (2003)
- Клінт Норріс — бас-гітарист, чистий вокал (2003–2007)
- Томмі Гарсія — гітарист (2002–2003)
- Ної Чейз — бас-гітарист, чистий вокал (2001–2002)
- Джордан Менчіно — ударні (2000–2014, 2018–2022)
- Нік Гіпа — гітара, бек-вокал (2003–2014, 2018–2020)
- Джош Ґілберт — бас-гітара, чистий вокал (2006–2014, 2018–2022)
- Філ Сґроссо — ритм-гітара (2003–2014, 2018 — 2024)
- Кен Сузі — гітара (2022 — 2024)
- Нік Пірс — ударні (2022 — 2024)
- Райан Нефф — бас-гітара, чистий вокал (2022 — 2024)

### Сесійні музиканти
- Brandon Young (барабани у пісні «When This World Fades»)
- Томмі Гарсія (з'являвся хоча б один раз на кожному записі)
- Девід Артур (чистий вокал в альбомі Shadows Are Security)

## Дискографія

### Студійні альбоми
- Beneath the Encasing of Ashes, 2001
- Frail Words Collapse, 2003
- Shadows Are Security, 2005
- An Ocean Between Us, 2007
- The Powerless Rise, 2010
- Awakened, 2012
- Shaped by Fire, 2019
- Through Storms Ahead (2024)

### Збірки
- A Long March: The First Recordings, 2006
- Decas, 2011

### Спліт альбоми
- As I Lay Dying/American Tragedy, 2002

## Відеографія

### Кліпи
- «94 Hours» (Frail Words Collapse), 2003
- «Forever (Live)» (Frail Words Collapse), 2003
- «Confined» (Shadows Are Security), 2005
- «The Darkest Nights» (Shadows Are Security), 2005
- «Through Struggle» (Shadows Are Security), 2005
- «Nothing Left» (An Ocean Between Us), 2007
- «The Sound of Truth» (An Ocean Between Us), 2007
- «Within Destruction» (An Ocean Between Us), 2007
- «I Never Wanted (Live)» (An Ocean Between Us), 2007
- «Parallels» (The Powerless Rise), 2010
- «Anodyne Sea» (The Powerless Rise), 2010
- «Electric Eye» (Decas), 2011
- «A Greater Foundation» (Awakened), 2012

### DVD
- This Is Who We Are, 2009